# Sekundærrute 535
De Sekundærrute 535 is een secundaire weg in Denemarken. De weg loopt van Aars via Arden naar Terndrup. De Sekundærrute 535 loopt door Noord-Jutland en is ongeveer 35 kilometer lang.